# مینرال اسپرینگز (آرکانزاس)
مینرال اسپرینگز (آرکانزاس) (به انگلیسی: Mineral Springs, Arkansas) یک شهر در ایالات متحده آمریکا با جمعیت ۱٬۲۶۴ نفر است که در آرکانزاس واقع شده‌است.

## موقعیت جغرافیایی
موقعیت جغرافیایی شهرها و مناطق اطراف به شرح زیر است: